# Туруберан
39°07′44″ пн. ш. 44°20′08″ сх. д. / 39.128774° пн. ш. 44.335618° сх. д.
Туруберан або Тавруберан (вірм. Տուրուբերան) — ашхар (провінція, область) Великої Вірменії на захід і північний захід від озера Ван.

## Опис
Площа Туруберана становила 25 008 км2. Вірменський географ VII століття Ананія Ширакаці описує провінцію так:
|  | Туруберан, поряд з Четвертою Вірменією, має 16 областей. 1. Хуйт, 2. Аспакунік, 3. Тарон, 4. Ашмунік, 5. Мардагі, 6. Даснаворк, 7. Туарацатап, 8. Далар, 9. Харк, 10. Варажнунік, 11. Безнунік, 12. Ереварк, 13. Агіовіт, 14. Апахунік, 15. Кор, 16. Хорхорунік. В ній знаходиться море Безнуні (західна частина Ванського озера), що має довжину 100, а ширину 60 миль. Ця провінція виробляє газбе, мідь, машкамірг, білу нафту і залізо. |

Найбільший і відомий гавар (округ, повіт) цієї області — Тарон (у греко-римських авторів Таронітида). Страбон зазначає, що Таронітида (мабуть, з сусідньою Арзаненою-Алдзніком) була забрана у сирійців (Селевкідів) першим правителем Великої Вірменії Арташесом I.